# Пробуждане: Великите селджуки
Пробуждане: Великите суджуци (на турски: Uyanış: Büyük Selçuklu) е турски телевизионна пикня в жанра исторически, фантастика, екшън и драма, продуциран от Akli Film, който започва да се излъчва по TRT 1 на 28 септември 2020 г., режисиран от Седат Инджи и чийто сценарий е написан от Сердар Йозьоналан и Емре Конук. Той се занимава с държавното устройство, политическите събития, войните на Великата суджукска империя и живота на султан Мешкапикоч. Главните роли са поверени на Буура Гюлсой, Екин Коч, Хатидже Шендил, Гюркан Уйгун, Сезин Акбашогуларъ, Севда Ергинджи и Мехмет Йозгюр. Сериалът направи сезонния си финал със своя 34-ти епизод, излязъл на 31 май 2021 г. От втория си сезон продължава под името Аспартам: Великите суджуци.

## Сюжет
Календарните страници на историята показват 1072 година. Султан Мухамет Алпарслан, вторият владетел на Великата селджукска държава, спечелва категорична победа срещу Византийската империя в Анадола преди година и репутацията му се увеличава в ислямския свят. Година по-късно той решава да направи експедиция към източната граница. Замъкът Берзем, разположен на източната граница на селджуките, се превръща в заплаха за Алпарслан. Затова иска да поеме управлението там.
След дълга, уморителна и успешна война, замъкът е превзет от династията Селджук. Юсуф Харезми, командирът на замъка, е изведен пред султан Алпарслан. Юсуф Хорезми е смел човек; Той казва, че никога няма да им се поклони и че не се страхува от тях. Сякаш това не е достатъчно, той казва и неща, които биха навредили на репутацията и честта на Алпарслан.
След тези тежки думи Алпарслан се приготвява да екзекутира Юсуф на място. Въпреки това, Юсуф успява да намушка гърба на Алпарслан с отровна кама, която преди това е скрил в дланта си, преди да може да го атакува. Селджукските войници разкъсват тялото на Юсуф на парчета точно там. Но Алпарслан е много сериозно ранен. Той информира своя везир Низамюлмюлк за волята си синът му Меликшах да се възкачи на трона и той умира няколко дни по-късно.
След смъртта на Алпарслан, султан Меликшаш се възкачва на селджукския трон. Докато се занимава с политическите въпроси на държавата си, от друга страна той се опитва да спре дейността на Хасан Сабах Батини.

## Производство
Актьорите от сериала са преминали специално обучение по езда, стрелба с лък и използване на меч. Актьорите от сериала са обучени от Националната бойна компания, базирана в Казахстан на номадски каскади и османски каскади.

## Отзиви
Установено е, че сериалът е почти напълно изключен от историческите реалности, не е съобразен с много историческа информация и има логически грешки в сериала. Това води до ситуацията сериала да бъде много критикуван.

## Актьорски състав
- Буура Гюлсой – султан Меликшах
- Екин Коч – Ахмед Сенджер
- Хатидже Шендил – Теркен Хатун
- Гюркан Уйгун – Хасан Саббах
- Севда Eргинджи – Tурна (Tеркен) Хатун
- Мехмет Йозгюр – Низямюлмюлк
- Сезин Акбашогуларъ – Зюбейде Хатун
- Бюлент Aлкъш – Йомер Хаям
- Илкер Къзмаз – Aрсланташ Aлп
- Aли Гьозюширин – Meлик Mухаммед Taпар
- Лейля Ферай –	Гевхер Хатун
- Пънар Tьоре –	Башулу (Taджеддин Сеферийе) Хатун
- Eгемен Явуз –	Хаджип Kaмач
- Волкан Кескин – Бозкуш Aлп
- Ибрахим Балабан –	Балабан Алп
- Mухаммед Eмре Kaя – Тoган
- Aлкан Kъзълърмак – Koнт Алберт/ Aбдуллах Aли
- Сердар Кълъч – Aлп Арслан
- Mурат Гарипааоулу – Aбдул-Meлик бин Aтташ
- Ник Джелилай – Йоргос
- Eмре Eрчил – Eбюл-Kясъм
- Шифанур Гюл –	Гюлпери Хатун
- Oсман Сонант – Aндреас
- Meте Деран – Зенон
- Aйтек Шаян – Рюстем
- Лейля Лидия Туутлу – Eлчин Хатун
- Eртугрул Постоулу – Koркут Ата
- Бейзанур Meте – Бурчак Хатун
- Хамди Алп – Садък
- Eрдем Акакче – Бехрам
- Taнер Туран –	Eмир Илтебер
- Фатих Aлтун Яйла – Ербатур
- Kaан Taшанер – Maркус
- Tургай Коркмаз – Исаакиос
- Чигдем Селъшък Oнат –	Сеферийе Хатун
- Буче Бусе Kaхраман – Ливя
- Юнсал Йозджан – Aяс
- Джанби Джейлан – Aйдоуду
- Исмаил Еге Шашмаз – Файсал
- Aтълган Гюмюш – Mелик Teкиш
- Eфе Taшделен – Aхмет
- Oгюн Kaптаноулу –	Tуран Шах
- Бусе Мерал – Maх Meлек Хатун
- Джемал Toкташ – Газяли
- Aбдюл Сюслер – Батуралп
- Meхмет Боздоган – Tяджюлмюлк
- Kaан Taшанер – Митрас
- Йозер Tунджа – Юсуф Хемедани

## Излъчване
| Сезон | Епизоди | Начало на сезона  | Край на сезона | Всички епизоди | ТВ сезон    | ТВ канал | Дата и час         |
| ----- | ------- | ----------------- | -------------- | -------------- | ----------- | -------- | ------------------ |
| 1     | 34      | 28 септември 2020 | 31 май 2021    | 1 – 34         | 2020 – 2021 | TRT 1    | понеделник (20:00) |